# 萊斯蒂河

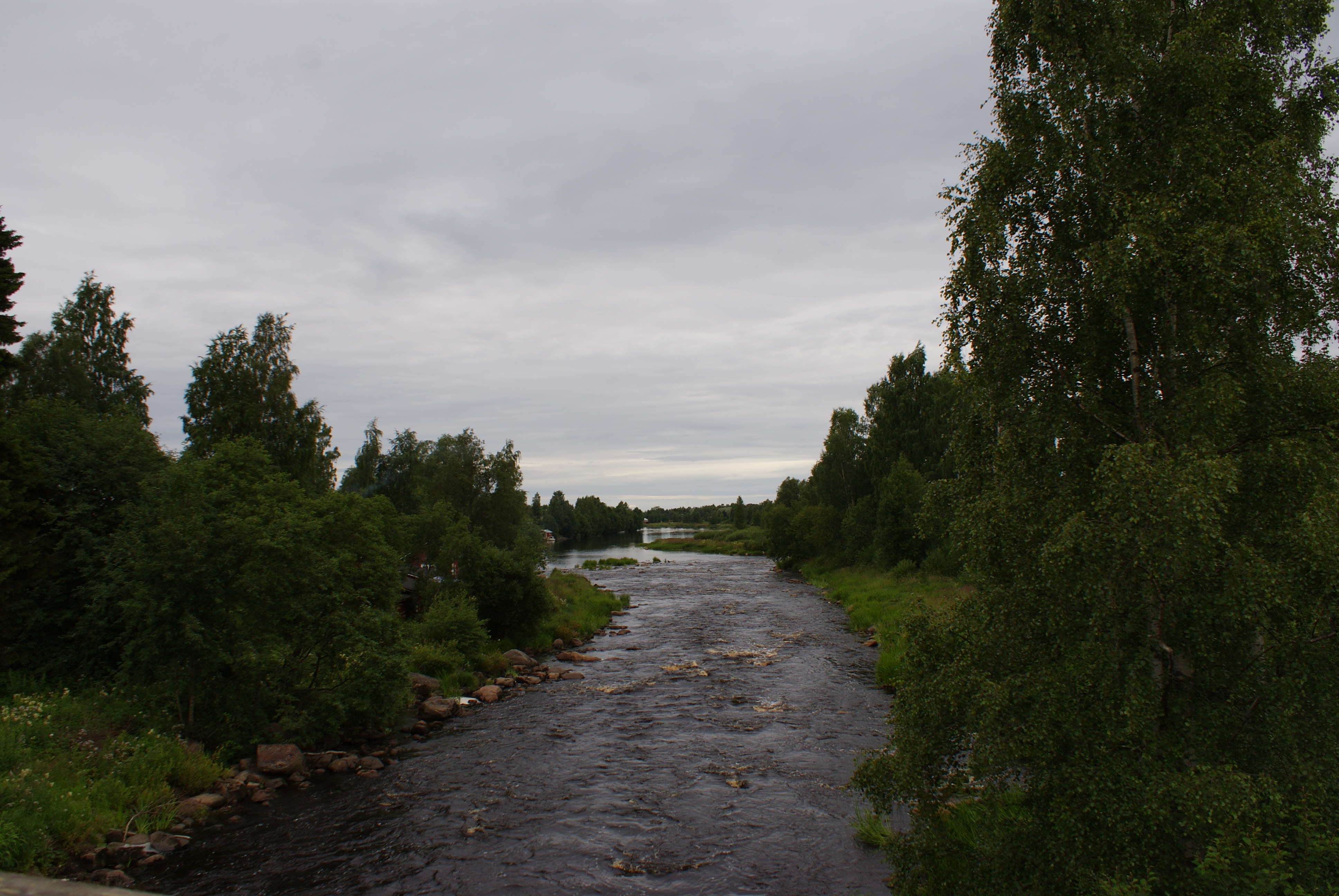
希芒卡境内的河段

萊斯蒂河（芬蘭語：Lestijoki）是芬蘭的河流，流經中波赫扬马区和北波赫扬马区，河道全長110公里，流域面積1,373平方公里，發源自萊斯蒂湖，最終在希芒卡注入波的尼亞灣，河道上有多處急流。